# ویکتور یانوکویچ
ویکتور فدوروویچ یانوکویچ (به روسی: Виктор Фёдорович Янукович) سیاستمدار اوکراینی و رهبر «حزب مناطق» و رئیس‌جمهور سابق اوکراین است . او همچنین سمت نخست‌وزیری اوکراین را برعهده داشته‌است.او طرفدار نزدیکی با روسیه بود.
او در انتخابات سال ۲۰۰۴ و در جریان انقلاب نارنجی به مسموم کردن ویکتور یوشچنکو در جریان مبارزات انتخاباتی، متهم شد.
او در انتخابات ریاست جمهوری سال ۲۰۱۰ نیز شرکت داشت که پس از پیروزی در دور اول به همراه یولیا تیموشنکو نخست‌وزیر وقت در دور دوم انتخاب شرکت کرد که با شمارش ۹۵ درصد آراء با کسب ۴۸٫۲۳ درصد در مقابل ۴۶٫۱۴ به پیروزی دست یافت.
او از مخالفان عضویت اوکراین در ناتو ولی طرفدار توسعه همکاری با این سازمان است. یانوکویچ همچنین مخالف سرسخت عضویت اوکراین در اتحادیه اروپا می‌باشد.
او در ۲۲ فوریه ۲۰۱۴ در پی اعتراضات خیابانی علیه دولت و وخیم شدن اوضاع داخلی اوکراین با رای پارلمان اوکراین از سمت ریاست جمهوری برکنار شد. و اکنون در روسیه به سر می‌برد.

## سابقه مجرمانه

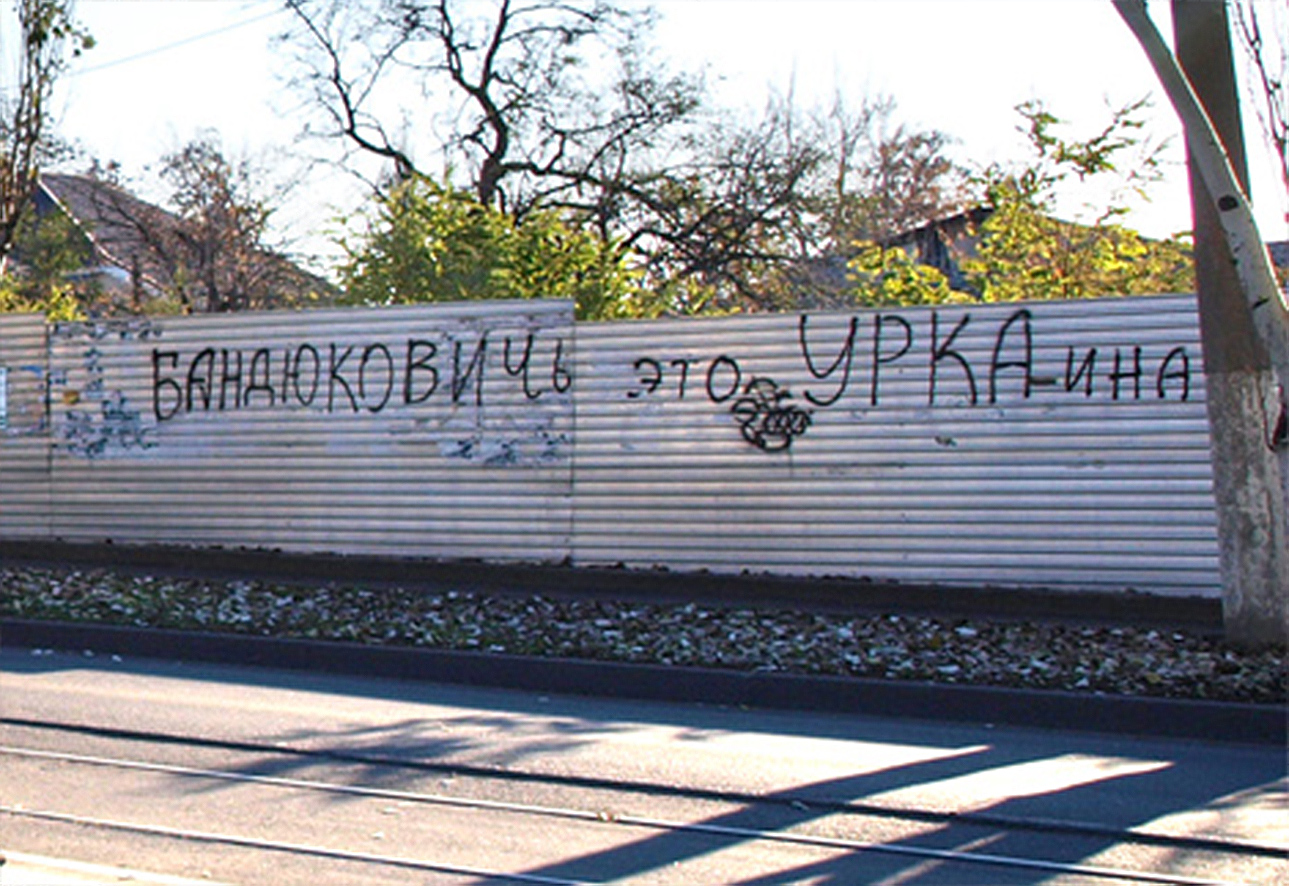
نوشته خیابانی در شهر لوهانسک که به سابقه مجرمانه ویکتور یانوکویچ اشاره می‌کند.

ویکتور یانوکویچ در ۱۵ دسامبر سال ۱۹۶۷ در دوره نوجوانی و وقتی ۱۷ سال سن داشت به خاطر دزدی و تعرض به سه سال زندان محکوم شد.

در ۸ ماه ژوئن سال ۱۹۷۰ در سن ۲۰ سالگی برای بار دوم به خاطر تعرض به دو سال زندان محکوم شد.

او در سال ۲۰۰۵ به جرم کلاه‌برداری متهم شد که بعد به خاطر کمبود اسناد جرم تبرئه شد.